# Haciendo radio
Haciendo radio es un programa radial de la emisora Radio Rebelde (de La Habana). Fue fundado en 1984 por el periodista uruguayo Jorge Ibarra.
Con fuentes de información como CNN en inglés, Haciendo radio en sus comienzos utilizaba los llamados teletipos, un conjunto de informaciones que viajaban a través de un cable de cobre y eran recibidas en la redacción por una máquina eléctrica. Con un mecanismo parecido al de los telegramas, aquel sistema sustituía lo que hoy se conoce como Internet.
A lo largo de estas tres décadas han sido varios los locutores que se han unido a 'Haciendo radio.
Haciendo radio es conocido como «el gigante informativo de la radio cubana»,
Desde su inicio en 1984, el programa conserva su horario de salida al aire de lunes a sábados de 5:00 a 9:00 a. m.
Tiene varios segmentos:
«Los amigos de la radio»,
«La voz de la noticia»,
«Televisando con la palabra»,
«Nuestra opinión»,
y «El noticiero cantado».